# شهرستان الحمیدات
ناحیهٔ الحمیدات (به عربی: مدیریة الحمیدات) یک ناحیه در یمن است که در استان جوف (یمن) واقع شده‌است.

## خصوصیات
ناحیهٔ الحمیدات ۲۰٬۰۲۶ نفر جمعیت دارد.